# 1757 Porvoo
Porvoo (asteróide 1757) é um asteróide da cintura principal, a 2,0574478 UA. Possui uma excentricidade de 0,1252234 e um período orbital de 1 317,46 dias (3,61 anos).
Porvoo tem uma velocidade orbital média de 19,42123758 km/s e uma inclinação de 3,97849º.
Esse asteróide foi descoberto em 17 de Março de 1939 por Yrjö Väisälä.